# Filiz Akın
Pour les articles homonymes, voir Akın.
Filiz Akın, née Suna Akın le 2 janvier 1943 à Ankara et morte le 21 mars 2025 à Istanbul, est une actrice, animatrice de télévision et scénariste turque. Elle est l'une des figures féminines les plus connues de l'âge d'or du cinéma turc.

## Biographie
Filiz Akın est née le 2 janvier 1943 à Ankara en Turquie, sa mère Habibe Leman Şaşırmaz est une couturière d'Ankara, et son père Bekir Sami Akın est un juge originaire d'Afyonkarahisar. Sa mère est d'origine albanaise du côté paternel, tandis que son père est d'origine circassienne du côté maternel.
Elle termine ses études primaires à l'école élémentaire Sarar à Kızılay, à Ankara. Filiz Akın poursuit ses études aux TED Ankara College Foundation Schools grâce à un internat et une bourse. Filiz Akın fréquente la faculté de langue, d'histoire et de géographie de l'université d'Ankara pendant un semestre, et étudie l'archéologie. Elle commence à travailler dans une compagnie aérienne, participe au concours organisé par Artist Magazine. Après avoir remporté le concours, Filiz Akın commence a tourner son premier film en collaboration avec Memduh Ün, et ainsi commence sa carrière cinématographique. Filiz Akın meurt à l'âge de 82 ans à l'hôpital où elle reçoit des soins à Istanbul le 21 mars 2025.

## Filmographie partielle
- 1962 : Akasyalar Açarken de Memduh Ün
- 1962 : Sahte Nikah de Metin Erksan : Tülin
- 1962 : Aşk Merdiveni d'Ülkü Erakalın
- 1962 : Battı Balık d'Atıf Yılmaz
- 1963 : Beyoğlu Piliçleri de Türker İnanoğlu : Oya
- 1963 : Arka Sokaklar d'Ülkü Erakalın
- 1964 : Gurbet Kuşları : Ayla Jeyan
- 1970 : Fadime de Türker İnanoğlu : Fadime
- 1970 : Ankara Ekspresi de Muzaffer Aslan : Hilda
- 1971 : Umutsuzlar de Yılmaz Güney : Çiğdem
- 1972 : Tatlı Dillim d'Ertem Eğilmez : Emine
- 1974 : Sous l'empire de la haine : Zeynep
- 1975 : Babaların Babası de Natuk Baytan : Nermin